# Pokal evropskih prvakov 1993/94 (hokej na ledu)
Pokal evropskih prvakov 1993/94 je devetindvajseta sezona hokejskega pokala, ki je potekal med 8. oktobrom in 30. decembrom 1994. Naslov evropskega pokalnega zmagovalca je osvojil klub TPS Turku, ki je v finalu premagal Dinamo Moskvo.

## Tekme

### Prvi krog

#### Skupina A
(Esbjerg, Danska)
| 1. klub               | Rezultat | 2. klub               |
| --------------------- | -------- | --------------------- |
| Vålerenga IF          | 2:2      | Flame Guards Nijmegen |
| Esbjerg IK            | 18:3     | CHH Txuri Urdin       |
| Esbjerg IK            | 7:4      | Flame Guards Nijmegen |
| Vålerenga IF          | 15:0     | CHH Txuri Urdin       |
| Flame Guards Nijmegen | 8:2      | CHH Txuri Urdin       |
| Esbjerg IK            | 4:8      | Vålerenga IF          |

##### Lestvica
| Poz | Klub                  | Točke |
| 1   | Vålerenga IF          | 5     |
| 2   | Esbjerg IK            | 4     |
| 3   | Flame Guards Nijmegen | 3     |
| 4   | CHH Txuri Urdin       | 0     |

#### Skupina B
(Trenčín, Slovaška)
| 1. klub          | Rezultat | 2. klub         |
| ---------------- | -------- | --------------- |
| Tivali Minsk     | 6:0      | Narva Kreenholm |
| HC Dukla Trenčín | 15:1     | Slavija Sofija  |
| Tivali Minsk     | 11:0     | Slavija Sofija  |
| HC Dukla Trenčín | 10:0     | Narva Kreenholm |
| Narva Kreenholm  | 6:3      | Slavija Sofija  |
| HC Dukla Trenčín | 1:3      | Tivali Minsk    |

##### Lestvica
| Poz | Klub             | Točke |
| 1   | Tivali Minsk     | 6     |
| 2   | HC Dukla Trenčín | 4     |
| 3   | Narva Kreenholm  | 2     |
| 4   | Slavija Sofija   | 0     |

#### Skupina C
(Jesenice, Slovenija)
| 1. klub                 | Rezultat | 2. klub                 |
| ----------------------- | -------- | ----------------------- |
| EC Villacher            | 14:0     | KHL Zagreb              |
| HK Acroni Jesenice      | 3:5      | Torpedo Ust-Kamenogorsk |
| HK Acroni Jesenice      | 9:4      | KHL Zagreb              |
| Torpedo Ust-Kamenogorsk | 5:2      | EC Villacher            |
| Torpedo Ust-Kamenogorsk | 21:1     | KHL Zagreb              |
| HK Acroni Jesenice      | 7:2      | EC Villacher            |

##### Lestvica
| Poz | Klub                    | Točke |
| 1   | Torpedo Ust-Kamenogorsk | 6     |
| 2   | HK Acroni Jesenice      | 4     |
| 3   | EC Villacher            | 2     |
| 4   | KHL Zagreb              | 0     |

#### Skupina D
(Riga, Latvija)
| 1. klub         | Rezultat | 2. klub        |
| --------------- | -------- | -------------- |
| Sokil Kyiv      | 9:1      | Cardiff Devils |
| Pārdaugava Rīga | 19:0     | SC Energija    |
| Sokil Kyiv      | 11:1     | SC Energija    |
| Pārdaugava Rīga | 11:4     | Cardiff Devils |
| Cardiff Devils  | 10:3     | SC Energija    |
| Pārdaugava Rīga | 2:2      | Sokil Kyiv     |

##### Lestvica
| Poz | Klub            | Točke |
| 1   | Pārdaugava Rīga | 5     |
| 2   | Sokil Kyiv      | 5     |
| 3   | Cardiff Devils  | 2     |
| 4   | SC Energija     | 0     |

#### Skupina E
(Budimpešta, Madžarska)
| 1. klub             | Rezultat | 2. klub             |
| ------------------- | -------- | ------------------- |
| Sparta Praga        | 9:3      | HC Steaua Bucureşti |
| Ferencvárosi TC     | 51:1     | Ankara Büyükşehir   |
| Sparta Praga        | 16:1     | Ankara Büyükşehir   |
| Ferencvárosi TC     | 10:3     | HC Steaua Bucureşti |
| HC Steaua Bucureşti | 16:1     | Ankara Büyükşehir   |
| Ferencvárosi TC     | 3:19     | Sparta Praga        |

##### Lestvica
| Poz | Klub                | Točke |
| 1   | Sparta Praga        | 6     |
| 2   | Ferencvárosi TC     | 4     |
| 3   | HC Steaua Bucureşti | 2     |
| 4   | Ankara Büyükşehir   | 0     |

### Drugi del

#### Skupina F
(Milano, Italija)
| 1. klub          | Rezultat | 2. klub           |
| ---------------- | -------- | ----------------- |
| Sparta Praga     | 9:2      | Podhale Nowy Targ |
| HC Devils Milano | 11:1     | Esbjerg IK        |
| Sparta Praga     | 5:3      | Esbjerg IK        |
| HC Devils Milano | 8:0      | Podhale Nowy Targ |
| Esbjerg IK       | 4:4      | Podhale Nowy Targ |
| HC Devils Milano | 3:1      | Sparta Praga      |

##### Lestvica
| Poz | Klub              | Točke |
| 1   | HC Devils Milano  | 6     |
| 2   | Sparta Praga      | 4     |
| 3   | Esbjerg IK        | 1     |
| 4   | Podhale Nowy Targ | 1     |

#### Skupina G
(Rouen, Francija)
| 1. klub          | Rezultat | 2. klub          |
| ---------------- | -------- | ---------------- |
| Dinamo Moskva    | 7:3      | Pārdaugava Rīga  |
| Rouen HC         | 4:4      | HC Dukla Trenčín |
| Dinamo Moskva    | 2:1      | HC Dukla Trenčín |
| Rouen HC         | 1:2      | Pārdaugava Rīga  |
| HC Dukla Trenčín | 1:1      | Pārdaugava Rīga  |
| Rouen HC         | 1:3      | Dinamo Moskva    |

##### Lestvica
| Poz | Klub             | Točke |
| 1   | Dinamo Moskva    | 6     |
| 2   | Pārdaugava Rīga  | 3     |
| 3   | HC Dukla Trenčín | 2     |
| 4   | Rouen HC         | 1     |

#### Skupina H
(Kloten, Švica)
| 1. klub                 | Rezultat | 2. klub                 |
| ----------------------- | -------- | ----------------------- |
| Brynäs IF               | 3:2      | Sokil Kyiv              |
| EHC Kloten              | 5:2      | Torpedo Ust-Kamenogorsk |
| Torpedo Ust-Kamenogorsk | 6:3      | Sokil Kyiv              |
| EHC Kloten              | 2:2      | Brynäs IF               |
| Brynäs IF               | 3:2      | Torpedo Ust-Kamenogorsk |
| EHC Kloten              | 2:2      | Sokil Kyiv              |

##### Lestvica
| Poz | Klub                    | Točke |
| 1   | Brynäs IF               | 5     |
| 2   | EHC Kloten              | 4     |
| 3   | Torpedo Ust-Kamenogorsk | 2     |
| 4   | Sokil Kyiv              | 1     |

#### Skupina I
(Turku, Finska)
| 1. klub      | Rezultat | 2. klub            |
| ------------ | -------- | ------------------ |
| Tivali Minsk | 6:0      | HK Acroni Jesenice |
| TPS Turku    | 11:1     | Vålerenga IF       |
| TPS Turku    | 11:2     | HK Acroni Jesenice |
| Tivali Minsk | 6:3      | Vålerenga IF       |
| Vålerenga IF | 3:3      | HK Acroni Jesenice |
| TPS Turku    | 2:2      | Tivali Minsk       |

##### Lestvica
| Poz | Klub               | Točke |
| 1   | TPS Turku          | 5     |
| 2   | Tivali Minsk       | 5     |
| 3   | Vålerenga IF       | 1     |
| 4   | HK Acroni Jesenice | 1     |

### Finalni del
(Düsseldorf, Nemčija)

#### Tretji del

##### Skupina A
| 1. klub          | Rezultat | 2. klub          |
| ---------------- | -------- | ---------------- |
| TPS Turku        | 6:4      | HC Devils Milano |
| Düsseldorfer EG  | 1:2      | Tivali Minsk     |
| TPS Turku        | 4:0      | Tivali Minsk     |
| Düsseldorfer EG  | 1:3      | HC Devils Milano |
| HC Devils Milano | 5:5      | Tivali Minsk     |
| Düsseldorfer EG  | 5:4      | TPS Turku        |

###### Lestvica
| Poz | Klub             | Točke |
| 1   | TPS Turku        | 4     |
| 2   | HC Devils Milano | 3     |
| 3   | Tivali Minsk     | 3     |
| 4   | Düsseldorfer EG  | 2     |

##### Skupina B
| 1. klub       | Rezultat | 2. klub      |
| ------------- | -------- | ------------ |
| Malmö IF      | 5:4      | Brynäs IF    |
| Dinamo Moskva | 8:3      | Sparta Praga |
| Dinamo Moskva | 5:1      | Brynäs IF    |
| Malmö IF      | 5:1      | Sparta Praga |
| Dinamo Moskva | 2:1      | Malmö IF     |
| Brynäs IF     | 5:1      | Sparta Praga |

###### Lestvica
| Poz | Klub          | Točke |
| 1   | Dinamo Moskva | 6     |
| 2   | Malmö IF      | 4     |
| 3   | Brynäs IF     | 2     |
| 4   | Sparta Praga  | 0     |

#### Za tretje mesto
| 1. klub  | Rezultat | 2. klub          |
| -------- | -------- | ---------------- |
| Malmö IF | 4:3      | HC Devils Milano |

#### Finale
| 1. klub   | Rezultat | 2. klub       |
| --------- | -------- | ------------- |
| TPS Turku | 4:3      | Dinamo Moskva |